# 莫佐盤唇鱨
莫佐盤唇鱨，為輻鰭魚綱鯰形目倒立鯰科的其中一種，分布於非洲衣索比亞，為特有種，體長可達4公分。

## 扩展阅读
維基物種上的相關：莫佐盤唇鱨